# Хрсина
45°24′ пн. ш. 15°16′ сх. д. / 45.40° пн. ш. 15.26° сх. д.
Хрсина (хорв. Hrsina) — населений пункт у Хорватії, в Карловацькій жупанії у складі громади Босилєво.

## Населення
Населення за даними перепису 2011 року становило 41 осіб.
Динаміка чисельності населення поселення: